# An einem Sonntag in Avignon
Singles de Mireille Mathieu
Tarata-Ting, Tarata-Tong
(1969) Es geht mir gut, Chéri
(1970)
 An einem Sonntag in Avignon  est une chanson allemande de la chanteuse française Mireille Mathieu sorti en 1970. Elle fait référence à la ville natale de Mireille, Avignon. En français, cela veut dire Un dimanche à Avignon. À la suite de cette chanson qui a été un grand succès en Allemagne, les Allemands surnomment Mireille Mathieu « Der Spatz von Avignon » (le moineau d'Avignon).